# Ted (Buffy the Vampire Slayer)
Ted es el decimoprimer episodio de la segunda temporada de la serie Buffy la Cazavampiros. 
Aunque intenta hacer caso del consejo de Ángel de dejar a su madre tener a alguien en su vida a parte de Hank Summers, Buffy no es capaz de aceptar del todo al nuevo novio de su madre. Cuando Ted muestra a Buffy una faceta de sí mismo que mantiene oculta de los otros, Buffy no encuentra la manera de hacerle ver a su mádre quién es Ted en realidad. Cuando el conflicto ascendente con el hombre parece tener letales consecuencias, el resentimiento de Buffy se vuelve culpa. Mientras sus amigos la ayudan a deshacer el misterio poco a poco, la culpa se vuelve miedo — Joyce es la que se encuentra en peligro, ni siquiera, Buffy, lo hubiera imaginado.

## Argumento
Joyce, la madre de Buffy, está saliendo con Ted. Este cocina y es un especialista en ordenadores, algo con lo que parecen entusiasmados Xander y Willow. Todos parecen muy contentos con Ted, hasta que actúa de forma extraña en el minigolf con Buffy, comportándose de forma grosera con ella. Esta decide investigar y acude a la oficina donde este trabaja. Parece ser muy bueno en su trabajo y un compañero le explica que ha anunciado que va a casarse.
Buffy les pregunta a Joyce y Ted en la cena si es verdad y él lo niega, aunque espera pedírselo a su madre si todo va bien. Buffy, confusa y preocupada, decide ir a ver a Ángel. Cuando regresa entra por la ventana y sorprende a Ted revisando sus cosas. Ha leído su diario y amenaza con contarle todo a Joyce si Buffy no sigue sus órdenes. Ella lo desafía y él la golpea. Comienzan a pelear y Buffy lo tira por las escaleras, matándolo.
Buffy va a la escuela aturdida, pues nunca había matado a alguien que no estuviera antes muerto. Willow y Cordelia tratan de echarle la culpa a Ted y Xander le dice que no se preocupe. Luego descubren que las galletas que Ted cocinaba tenían algún tipo de sustancia y también que había tenido cuatro esposas. Xander, Willow y Cordelia continúan su investigación y encuentran a las esposas de Ted muertas en el armario de su casa, en una especie de búnker secreto que reproduce un apartamento de los años 60.
Mientras tanto, en el cementerio, Jenny se disculpa con Giles por haber sido tan cortante antes con él, pero son interrumpidos por un vampiro que ataca a Giles. Jenny trata de dispararle con la ballesta, pero accidentalmente hiere a Giles. Buffy encuentra a Ted en su habitación y lo hiere con una lima, descubriendo que es un robot. Ted se presenta ante Joyce, quien está sorprendida de verlo y se asusta cuando hace sufre un cortocircuito e intenta forzarla. Buffy lo golpea y revela su rostro de robot.
Los chicos terminan descubriendo a Giles y Jenny besándose.

## Reparto

### Personajes principales
- Sarah Michelle Gellar como Buffy Summers.
- Nicholas Brendon como Xander Harris.
- Alyson Hannigan como Willow Rosenberg.
- Charisma Carpenter como Cordelia Chase.
- David Boreanaz como Ángel.
- Anthony Stewart Head como Rupert Giles.

### Estrella especial invitada
- John Ritter como Ted Buchanan.

### Apariciones especiales
- Kristine Sutherland como Joyce Summers.
- Robia LaMorte como Jenny Calendar.
- James G. MacDonald como Detective Stein.
- Ken Thorley como Neal.
- Jeff Langton como Vampire.

## Producción
- Una de las frases de Willow en el tráiler fue cortada:[1]

Willow: Solo digo que si Tennille estuviera a cargo, hubiera llevado el gorrito de capitan.
Willow Tráiler

- Ted se filmó durante las vacaciones de Halloween. Muchos miembros del reparto y del equipo vinieron al estudio disfrazados; Kristine Sutherland — Joyce — llevaba ropa del año 1950 como la primera sposa de Ted, y Sarah Michelle Gellar fue como Dorothy del Mago de Oz, junto a su perro Toto.[1]
- Durante la confrontación de la pelea final entre Buffy y Ted, los dos estaban enfermos. Gellar estaba resfriada mientras que Ritter había tenido una intoxicación por comida la noche anterior.
- John Ritter afirmó que este episodio le influenció para comprender a su hijastra.[2]

## Continuidad
- Buffy es «carcomida» por la culpa después de creer que mató a un ser humano. Es el primer episodio que explora este tipo de acontecimientos. Esto se volverá el tema central de una de las tramas de Faith Lehane en su relación con Buffy.